# Сакраменто кингси
Сакраменто кингси (енгл. Sacramento Kings) су амерички кошаркашки клуб из Сакрамента, Калифорнија. Играју у НБА лиги (Пацифичка дивизија). Најстарија су екипа у НБА.
Кингси су основани у Рочестеру, као Рочестер ројалси. Ројалси су једни од првих 11 клубова који су се такмичили у НБА лиги и шампиони НБА лиге у сезони 1950/51. Ројалси су се 1957. преселили у Синсинати, а 1970. су прешли у Канзас Сити (Мисури), где су променили име у Канзас Сити Кингси, пошто се у граду већ налазио бејзбол клуб Канзас Сити ројалси. Коначно, у Сакраменто су прешли у сезони 1985/86.
Најуспешнији период након селидбе у Сакраменто су имали током почетка 2000-их, када су у стартној постави играли Владе Дивац, Крис Вебер, Пеђа Стојаковић, Даг Кристи, и Мајк Биби. У том периоду је Б92 преносио НБА мечеве у СР Југославији, а један од коментатора је био Илија Ковачић. У сезони 2001/02 су у регуларном току сезоне са учинком 61-21 били први на Западној конференцији, и у финалу Западне конференције су у веома контроверзној серији изгубили са 4:3 од будућих шампиона Лос Анђелес лејкерса. У сезони 2004/05 екипу су напустили Дивац, Вебер, и Кристи, и екипа је ушла у период лоших резултата.
Од 2006, закључно са 2022, Кингси су имали низ од 16 сезона без учешћа у плејофу, што је најдужи такав низ у неком од четири најпопуларнија северноамеричка спорта.